# Nova Šarovka
Nova Šarovka – wieś w Chorwacji, w żupanii virowiticko-podrawskiej, w gminie Sopje. W 2011 roku liczyła 250 mieszkańców.